# Anton Franzen
Anton Leonhard Franzen (Schleswig, 9 aprile 1896 – Kiel, 16 maggio 1968) è stato un politico tedesco, membro del Partito Nazista e ministro dell'interno dello Stato libero di Brunswick.

## Biografia
Franzen frequentò la Domschule Schleswig. Durante la prima guerra mondiale prestò servizio come volontario e fu promosso al grado di tenente di riserva e comandante di compagnia. Dopo la guerra studiò legge alle Università di Kiel, Amburgo e Berlino e nel 1921 e nel 1924 passò entrambi gli esami di stato. Dopo gli studi, lavoró come consigliere generale di una società commerciale.

## Carriera politica
Nel 1928, Franzen entrò a far parte del NSDAP a Kiel, e venne eletto al Reichstag.  Il 14 settembre 1930, alle elezioni statali dello Stato libero di Braunschweig il partito Nazista ottenne il 22,2% dei voti, mentre il Partito Socialdemocratico di Germania il 40,99%; perdendo così la maggioranza nel parlamento statale. Il Partito Popolare Tedesco rifiutò di formare una grande coalizione.
Il 30 settembre 1930, il politico del Partito Nazista Ernst Zörner venne eletto presidente del Landtag e formò un governo di coalizione di destra; composto dal Partito Popolare Nazionale Tedesco, Partito Popolare Tedesco, Partito di Centro Tedesco, Partito della Classe Media Tedesca e dal Partito Nazista sotto la guida di Werner Küchenthal.
Franzen venne nominato Ministro degli interni, della cultura e dell'istruzione nazionale. Le decisioni importanti del precedente governo Jasper (del SPD) furono presto annullate, la riforma della scuola di Sieversche venne revocata solo quattro giorni dopo l'insediamento. Nell'aprile 1931 si tenne uno sciopero scolastico in seguito al licenziamento di 26 insegnanti e Franzen rispose con un divieto di diffusione di tre settimane del quotidiano del SPD Braunschweiger Volksfreund. A seguito di uno spergiuro, Franzen si dimise il 27 luglio 1931 e ritornò al suo ufficio ministeriale, successivamente lasciò anche l'incarico al Reichstag e continuò a lavorare come avvocato a Kiel.

## Onorificenze
Anton Franzen ricevette la Croce di Ferro di prima e seconda classe durante la prima guerra mondiale.